# Cohors II Britannorum
Die Cohors II Britannorum [Antoniniana] [Severiana] [civium Romanorum] [pia fidelis] [milliaria] [equitata] (deutsch 2. Kohorte der Britannier [die Antoninianische] [die Severianische] [der römischen Bürger] [loyal und treu] [1000 Mann] [teilberitten]) war eine römische Auxiliareinheit. Sie ist durch Militärdiplome, Inschriften und Ziegelstempel belegt. Auf einigen der Militärdiplome wird sie als Cohors II Brittonum aufgeführt.

## Namensbestandteile
- Britannorum: der Britannier. Die Soldaten der Kohorte wurden bei Aufstellung der Einheit auf dem Gebiet der römischen Provinz Britannia rekrutiert. Die in Britannien aufgestellten Hilfstruppeneinheiten haben drei unterschiedliche Bezeichnungen: Britannica, Britannorum und Brittonum. Die Gründe, warum unterschiedliche Bezeichnungen gewählt wurden, sind unklar.[1]

- Antoniniana: die Antoninianische. Eine Ehrenbezeichnung, die sich auf Caracalla (211–217) bezieht. Der Zusatz kommt in der Inschrift (CIL 03, 14111) und auf Ziegeln mit dem Stempel COH II BRIT AN vor.

- Severiana: die Severianische. Eine Ehrenbezeichnung, die sich auf Severus Alexander (222–235) bezieht. Der Zusatz kommt auf Ziegeln mit dem Stempel COH II BRT S vor, die bei Romita gefunden wurden.

- civium Romanorum: der römischen Bürger bzw. mit römischem Bürgerrecht. Den Soldaten der Einheit war das römische Bürgerrecht zu einem bestimmten Zeitpunkt verliehen worden (wahrscheinlich für die Beteiligung an der Niederschlagung des Bataveraufstands um 69/70)[2]. Für Soldaten, die nach diesem Zeitpunkt in die Einheit aufgenommen wurden, galt dies aber nicht. Sie erhielten das römische Bürgerrecht erst mit ihrem ehrenvollen Abschied (Honesta missio) nach 25 Dienstjahren. Der Zusatz kommt in den Militärdiplomen von 100 bis 119 n. Chr. vor.

- pia fidelis: loyal und treu. Domitian (81–96) verlieh den ihm treu gebliebenen römischen Streitkräften in Germania inferior nach der Niederschlagung des Aufstands von Lucius Antonius Saturninus die Ehrenbezeichnung pia fidelis Domitiana.[2][3] Der Zusatz kommt in den Militärdiplomen von 100 bis 119 n. Chr. vor.

- milliaria: 1000 Mann. Je nachdem, ob es sich um eine Infanterie-Kohorte (Cohors milliaria peditata) oder einen gemischten Verband aus Infanterie und Kavallerie (Cohors milliaria equitata) handelt, lag die Sollstärke der Einheit entweder bei 800 oder 1040 Mann. In den Militärdiplomen wird statt milliaria das Zeichen {\displaystyle \infty } verwendet.

- equitata: teilberitten. Die Einheit war ein gemischter Verband aus Infanterie und Kavallerie. Der Zusatz kommt auf einem Ziegel mit dem Stempel  COH II BR M E vor, der bei Fectio gefunden wurde.

Die Einheit war eine Cohors milliaria equitata. Die Sollstärke der Einheit lag daher bei 1040 Mann, bestehend aus 10 Centurien Infanterie mit jeweils 80 Mann sowie 8 Turmae Kavallerie mit jeweils 30 Reitern.

## Geschichte
Die Kohorte war in den Provinzen Germania, Moesia superior und Dacia (in dieser Reihenfolge) stationiert. Sie ist auf Militärdiplomen für die Jahre 81/84 bis 164 n. Chr. aufgeführt.
Der erste Nachweis der Einheit in Germania beruht auf einem Militärdiplom, das auf 81/84 datiert ist. In dem Diplom wird die Kohorte als Teil der Truppen (siehe Römische Streitkräfte in Germania) aufgeführt, die in der Provinz stationiert waren. Ein weiteres Diplom, das auf 98 datiert sind, belegt die Einheit in Germania inferior.
In Vorbereitung des ersten Dakerkriegs Trajans wurde die Kohorte nach Moesia superior verlegt, wo sie 100 durch ein Militärdiplom belegt ist.
Der erste Nachweis der Einheit in Dacia beruht auf einem Diplom, das auf 109 datiert ist. In dem Diplom wird die Kohorte als Teil der Truppen (siehe Römische Streitkräfte in Dacia) aufgeführt, die in der Provinz stationiert waren. Weitere Diplome, die auf 110 bis 164 datiert sind, belegen die Einheit in derselben Provinz (bzw. ab 119 in Dacia Superior und ab 125/128 in Dacia Porolissensis).
Der letzte Nachweis der Kohorte beruht auf Ziegeln mit dem Stempel COH II BRT S, die auf 222/235 datiert sind.

## Standorte
Standorte der Kohorte in Germania waren möglicherweise:
- Colonia Ulpia Traiana (Xanten): Ziegel mit dem Stempel COH II BRIT wurden hier gefunden. (AE 1903, 00280e, CIL 13, 12424)
- Fectio: Ein Ziegel mit dem Stempel COH II BR M E wurde hier gefunden. (CIL 13, 12425)

Standorte der Kohorte in Dacia waren möglicherweise:
- Cășeiu (Samum): Ein Ziegel mit dem Stempel COH II BR {\displaystyle \infty } wurde hier gefunden. (AE 1990, 851)
- Ilișua (Arcobara)
- Moigrad (Porolissum): Ziegel mit den Stempeln CH II BR und CH II BR T S wurden hier gefunden. (AE 1979, 00501c)
- Românași (Largiana): Ein Ziegel mit dem Stempel COH II BR wurde hier gefunden.
- Romita (Certia): Ziegel mit den Stempeln COH II BRITANN, COH II BR {\displaystyle \infty }, COH II BRIT AN und COH II BRT S wurden hier gefunden. (CIL 3, 08074,11a, CIL 3, 08074,11b)

Die Kastelle von Cășeiu und Ilișua wurden vermutlich von der Kohorte während der Regierungszeit Trajans errichtet. Danach wurde die Einheit nach Romita verlegt, wo sie das Steinkastell errichtete und für den Rest des 2. Jhds verblieb.

## Angehörige der Kohorte
Folgende Angehörige der Kohorte sind bekannt:

### Kommandeure
- [] Super: er wird auf dem Diplom von 135 als Kommandeur der Kohorte genannt.

### Sonstige
- Antonius Valerius,[A 1] ein Centurio (CIL 3, 6152)